# Ljutovo
Ljutovo (serbisch-kyrillisch Љутово, kroatisch Mirgeš, deutsch Ludwiga, ungarisch Mérges) ist ein kleiner Ort im äußersten Norden Serbiens, in der Provinz Vojvodina, im Okrug Severna Bačka. Đurđin liegt westlich-nordwestlich von Subotica.

## Bevölkerung
Er hat etwa 1.181 Einwohner (2002).

### Ethnien
Zusammensetzung der Bevölkerung nach ethnischer Herkunft laut der Volkszählung von 2002:
- Bunjewatzen (32,09 %)
- Kroaten  (26,08 %)
- Ungarn (13,72 %)
- Jugoslawen (9,23 %)
- Serben (7,71 %)

### Einwohnerentwicklung
- 1981: 1.411
- 1991: 1.182

## Bekannte Personen
- Marko Peić, kroatischer Schriftsteller

## Referenzen
- Slobodan Ćurčić, Broj stanovnika Vojvodine, Novi Sad, 1996.

1. ↑  {kroatisch} Radio Subotica (Memento des Originals vom 26. Juli 2011 im Internet Archive)  Info: Der Archivlink wurde automatisch eingesetzt und noch nicht geprüft. Bitte prüfe Original- und Archivlink gemäß Anleitung und entferne dann diesen Hinweis. Tradicijski nazivi naselja vraćaju mještanima osjećaj sigurnosti, 20. November 2009

Koordinaten: 46° 1′ 0″ N, 19° 40′ 0″ O